# Столповская, Ольга Борисовна
Ольга Борисовна Столповская (род. 5 октября 1969, Москва) — российская сценаристка, режиссёр, продюсер и актриса. 

## Биография
В 1990 году Ольга Столповская окончила Московский художественный колледж, а в 1997 — Студию Индивидуальной режиссуры (входит в состав Русской Театральной Академии) на курсе у Бориса Юхананова. 
С 1997 по 1998 год являлась главным редактором бюллетеня «Сине Фантом». Начиная с 1999 года — продюсер (сейчас ведущий продюсер) канала СТС (ЗАО «Сеть Телевизионных Станций»).

## Фильмография

### Режиссёр
- 2002 — Три богатыря
- 2004 — Я люблю тебя (совместно с Д. Троицким)
- 2009 — Школьницы
- 2011 — Случайная связь

### Сценарист
- 2002 — Три богатыря
- 2004 — Я люблю тебя
- 2011 — Случайная связь

## Официальные показы
- Московский международный кинофестиваль, 2010,  Москва.[1]
- Pro & Contra New Media Festival, Moscow, 2000
- Realitat und $chein, Hannover, 1999
- Kinonova, Brussel, 1999
- Fililm & New Media on Art Festival, Athens, 1999
- Video Lisboa 99, Lisbon
- Anthology Film Archive, 1999, New York
- International Short Film Festival, 1999, Oberhauzen,
- European Medial Art Festival, 1999, Osnabruck
- Retrospective of Parallel Cinema, 1999, Вена
- Фестиваль студенческих и дебютных фильмов «Св. Анна», 1998,1999, Москва
- Corto Imola Short Film Festival, 1998, Bologna
- International Independent Film Festival, 1998, Brussel
- ТV-ГАЛЕРЕЯ, 1998, Москва
- Retrospective of Parallel Cinema, 1998, Graz, Austria
- Фестиваль СИНЕ ФАНТОМ 97, Москва
- Московский Кино Фестиваль 97, Москва
- Фильм «$уд над Брунером» был приобретен MOMA (Museum of Modern Art, New York)

## Награды
Приз Московского Медиа Форума 2001.